# سی ثانیه بر فراز توکیو
سی ثانیه بر فراز توکیو (انگلیسی: Thirty Seconds Over Tokyo) فیلمی در ژانر جنگی و درام به کارگردانی مروین لیروی است که در سال ۱۹۴۴ منتشر شد. این فیلم بر اساس داستان واقعی یورش دولیتل، نخستین حمله تلافی‌جویانه هوایی آمریکا به ژاپن چهار ماه پس از حمله ژاپن به پرل هاربر در دسامبر ۱۹۴۱، ساخته شده است.
مروین لیروی این فیلم را کارگردانی کرد و تهیه‌کننده آن سام زیمبالیست بود. فیلمنامه این فیلم از دالتون ترامبو بر اساس کتابی به همین نام در سال ۱۹۴۳ از کاپیتان تد دابلیو. لاسون، خلبانی که در یورش شرکت داشت، نوشته شده است.

## بازیگران
- ون جانسون
- رابرت واکر
- اسپنسر تریسی
- فیلیس ثکستر
- استیون مک‌نالی
- رابرت میچام
- لیون امس
- بنسون فونگ
- آلن نیپی‌یر
- هیزل بروکس
- پال لنگتون
- رابرت بایس
- ان شومیکر
- بیل ویلیامز
- جکلین وایت
- لوئیس جین هیت
- سلنا رویل